# 고려혁명군
고려혁명군(高麗革命軍,The Koryo Revolutionary Army)은 자유시사변(1921.6.) 직전 1921년 5월 3개 연대로 조직된 고려혁명군정의회 산하 군대를 말한다.
자유시사변 이후 자유시에 남아있던 대한독립군단 일부 병력과 기존 고려혁명군은 단일한 고려혁명군으로 재편되었다.
이후 고려혁명군은 이르쿠츠크로 이동하여 1개 여단 규모의 고려혁명군(1921.8.)으로 다시 재편되어 러시아 적군 제5군에 예속되었다. 고려혁명군(단) 단장은 오하묵이다.
또한 대한독립군단 일부 잔류 세력이 또 하나의 고려혁명군(1923.5. 길림성)을 결성하였다. 사령관은 김규식이다.
한편, 연해주 추풍 지역에 이중집(李仲執)을 총재로 한 고려혁명군(1922.10.)도 있다. 동부사령관은 김경천이다. 대한독립군단과는 관련이 없다.

## 배경
대한독립군단이 아무르주 자유시에 집결하였다.
1. 이때 노령땅에 근거지를 두었던 오하묵의 자유대대와 박일리야의 이항군대가 자유시에 집결한 대한독립군단을 자기 세력하에 두려하였다.
2. 오하묵측(이르쿠츠크파 고려공산당)은 노령의 대한국민의회를 지지했고, 박일리야측(상해파 고려공산당)은 상해 임시정부를 지지했다.
3. 오하묵은 자유대대를 주축으로 고려혁명군이란 이름으로 대한독립군단을 재편하려 했고
4. 박일리야는 이항군대를 주축으로 사할린의용대(=대한의용군)란 이름으로 대한독립군단을 재편하려 했다.

두 사람(오하묵,박일리야) 간의 알력 싸움으로 자유시 사변이 발생했다.

## 고려혁명군 조직
자유시사변(1921.6) 이후 대한독립군단은 여러 부대로 재편되었다.
1. 고려혁명군(오하묵) : 1921.8 이르쿠츠크 → 소련 적군(赤軍) 제5군으로 부설됨.
2. 대한의용군사회(이용) : 1921.10 연해주 이만시(달네레첸스크) → 소련 적군(赤軍) 특별보병대대로 재편됨.
3. 대한독립군단(이범윤, 김좌진) : 1922.8 흑룡강성 동녕현(東寧縣) - 잔존병력 재조직
4. 적기단(최봉설) : 1923.1 연해주 해삼위(블라디보스토크) 신한촌
5. 고려혁명군(김규식) : 1923.5 길림성 연길현(延吉縣)
6. 대한독립군정서(현천묵) : 1924.3 흑룡강성 동빈현(同賓縣)

## 고려혁명군 산하
고려혁명군관학교(1921.10, 러시아 이르쿠츠크)
→ 교장 : 지청천

## 같이 보기
- 대한독립군단(1920.12)
- 고려공산당(1921.5)
- 자유시참변(1921.6)